# Serie A 1982 (Ecuador)
La Serie A 1982 è stata la 24ª edizione della massima serie del campionato di calcio dell'Ecuador, ed è stata vinta dall'El Nacional.

## Formula
La prima fase è a 10 partecipanti, che si affrontano in un girone all'italiana; le prime tre si qualificano alla fase finale, e prendono dei punti bonus, da utilizzare nella fase finale, a seconda della loro posizione: il primo ne ottiene 3, il secondo 2 e il terzo 1. La seconda fase viene ampliata con l'aggiunta delle due squadre vincitrici della prima fase della Serie B. La fase finale vede le 6 squadre qualificate (furono 4 giacché Barcelona ed El Nacional riuscirono a classificarsi nelle prime tre sia nella prima che nella seconda fase) disputarsi il titolo.

## Prima fase
|  | Pos. | Squadra              | Pt | G  | V  | N | P  | GF | GS | DR  |
|  | ---- | -------------------- | -- | -- | -- | - | -- | -- | -- | --- |
|  | 1.   | El Nacional          | 23 | 18 | 10 | 3 | 5  | 33 | 25 | +8  |
|  | 2.   | LDU Portoviejo       | 22 | 18 | 10 | 2 | 6  | 31 | 23 | +8  |
|  | 2.   | Barcelona SC         | 22 | 18 | 9  | 4 | 5  | 28 | 23 | +5  |
|  | 4.   | Emelec               | 20 | 18 | 8  | 4 | 6  | 22 | 20 | +2  |
|  | 5.   | Deportivo Quito      | 18 | 18 | 6  | 6 | 6  | 24 | 20 | +4  |
|  | 5.   | Téc. Universitario   | 18 | 18 | 7  | 4 | 7  | 22 | 24 | -2  |
|  | 5.   | Universidad Católica | 18 | 18 | 7  | 4 | 7  | 19 | 21 | -2  |
|  | 8.   | Nueve de Octubre     | 14 | 18 | 5  | 4 | 9  | 20 | 23 | -3  |
|  | 9.   | LDU Quito            | 13 | 18 | 5  | 3 | 10 | 14 | 24 | -10 |
|  | 10.  | Everest              | 11 | 18 | 4  | 3 | 11 | 16 | 26 | -10 |

El Nacional 3 punti bonus; LDU Portoviejo 2; Barcelona 1.

## Seconda fase
Deportivo Quevedo e Aucas promosse in qualità di vincitrici della prima fase della Serie B.

|  | Pos. | Squadra              | Pt | G  | V  | N | P  | GF | GS | DR  |
|  | ---- | -------------------- | -- | -- | -- | - | -- | -- | -- | --- |
|  | 1.   | Barcelona SC         | 29 | 22 | 11 | 7 | 4  | 24 | 14 | +10 |
|  | 2.   | Nueve de Octubre     | 27 | 22 | 11 | 5 | 6  | 41 | 28 | +13 |
|  | 3.   | El Nacional          | 26 | 22 | 11 | 4 | 7  | 40 | 26 | +14 |
|  | 3.   | LDU Portoviejo       | 26 | 22 | 11 | 4 | 7  | 40 | 30 | +10 |
|  | 5.   | Universidad Católica | 25 | 22 | 9  | 7 | 6  | 36 | 24 | +12 |
|  | 6.   | Deportivo Quevedo    | 23 | 22 | 7  | 9 | 6  | 34 | 33 | +1  |
|  | 7.   | Téc. Universitario   | 22 | 22 | 8  | 6 | 8  | 32 | 30 | +2  |
|  | 7.   | Emelec               | 22 | 22 | 9  | 4 | 9  | 30 | 30 | 0   |
|  | 9.   | LDU Quito            | 21 | 22 | 7  | 7 | 8  | 32 | 31 | +1  |
|  | 10.  | Aucas                | 17 | 22 | 6  | 5 | 11 | 27 | 44 | -17 |
|  | 11.  | Deportivo Quito      | 16 | 22 | 4  | 8 | 10 | 19 | 35 | -16 |
|  | 12.  | Everest              | 10 | 22 | 3  | 4 | 15 | 21 | 50 | -29 |

Barcelona 3 punti bonus; 9 de Octubre 2; El Nacional 1.

## Fase finale
Punti bonus: Barcelona 4, El Nacional 4, LDU Portoviejo 2, 9 de Octubre 2.

|                    | Pos. | Squadra          | Pt | G | V | N | P | GF | GS | DR |
| ------------------ | ---- | ---------------- | -- | - | - | - | - | -- | -- | -- |
| Ecuador (bandiera) | 1.   | El Nacional      | 11 | 6 | 3 | 1 | 2 | 13 | 8  | +5 |
|                    | 1.   | Barcelona SC     | 11 | 6 | 3 | 1 | 2 | 8  | 11 | -3 |
|                    | 3.   | LDU Portoviejo   | 8  | 6 | 3 | 0 | 3 | 10 | 9  | +1 |
|                    | 4.   | Nueve de Octubre | 6  | 6 | 2 | 0 | 4 | 7  | 10 | -3 |

### Spareggio per il titolo

#### Andata
| Guayaquil 26 dicembre 1982                                                                             | Barcelona | 4 – 2 referto        | El Nacional | Estadio Alberto Spencer Herrera |
| \| \| \| \| \| Vera 34’ Torres Garcés 42’, 87’ Paulo César 70’ \| Marcatori \| 54’, 81’ Villafuerte \| |           |                      |             |                                 |
| |           |                      |             |                                 |
| Vera 34’ Torres Garcés 42’, 87’ Paulo César 70’                                                        | Marcatori | 54’, 81’ Villafuerte |             |                                 |

#### Ritorno
| Quito 2 gennaio 1983                                      | El Nacional | 3 – 0 referto | Barcelona | Estadio Olímpico Atahualpa |
| \| \| \| \| \| Baldeón ?’ Cajas ?’, ?’ \| Marcatori \| \| |             |               |           |                            |
|                                                           |             |               |           |                            |
| Baldeón ?’ Cajas ?’, ?’                                   | Marcatori   |               |           |                            |

#### Spareggio
| Ambato 5 gennaio 1983                                           | El Nacional | 3 – 0 referto | Barcelona | Estadio Bellavista |
| \| \| \| \| \| Villafuerte ?’ Baldeón ?’, ?’ \| Marcatori \| \| |             |               |           |                    |
|                                                                 |             |               |           |                    |
| Villafuerte ?’ Baldeón ?’, ?’                                   | Marcatori   |               |           |                    |

## Verdetti
- El Nacional campione nazionale
- El Nacional e Barcelona in Coppa Libertadores 1983

## Classifica marcatori
| Gol |  |  | Giocatore            | Squadra           |
| --- |  |  | -------------------- | ----------------- |
| 25  |  |  | José Villafuerte     | El Nacional       |
| 22  |  |  | Arístides Rodríguez  | LDU Portoviejo    |
| 20  |  |  | Alcides              | Barcelona SC      |
| 20  |  |  | Enrique Lanza        | Nueve de Octubre  |
| 18  |  |  | Vinicio Ron          | El Nacional       |
| 16  |  |  | Fabián Paz y Miño    | El Nacional       |
| 16  |  |  | Víctor Bonilla       | Deportivo Quevedo |
| 15  |  |  | Lupo González        | Aucas             |
| 14  |  |  | Osni                 | Nueve de Octubre  |
| 14  |  |  | Jesús Cárdenas       | Emelec            |
| 13  |  |  | José Rubén Fernández | Aucas             |